# Эме де ла Шевальри, Анриетта
Анриетта Эме де ла Шевальри (фр. Henriette Aymer de La Chevalerie; 8 ноября 1767, Сен-Жорж-де-Нуане, Дё-Севр — 23 ноября 1834, Париж) — римо-католическая монахиня, которая вместе с Пьером Кудреном (1768—1836) основала Конгрегацию Святых Сердец Иисуса и Марии (также известную под названием пикпуцианцев). 

## Биография
Анриетта Эме де ла Шевальри родилась в дворянской семье в небольшом замке Эме в Сен-Жорж-де-Нуане неподалёку от Пуатье. У неё было двое братьев. Отец Анриетты умер, когда ей было всего 11 лет. Живя во Франции в последние годы «Старого порядка», Анриетта получила традиционное для молодых дворянок образование, в основном, религиозно и практически ориентированное. В 1793 году, в ходе якобинского террора, 26-летняя Анриетта была арестована вместе со своей матерью и брошена в тюрьму, за то, что обе они предоставляли в своём замке убежище неприсягнувшим священникам. К счастью, падение режима Робеспьера, спало их, как и многих других, от гибели. В сентябре 1794 года, после Термидорианского переворота, они были освобождены.
Пребывание в тюрьме в ожидании казни закономерно ещё более усилило религиозный настрой Анриетты. После освобождения она присоединилась к Ассоциации Святого Сердца Иисуса, основанной в 1792 году Сюзанной Жоффруа и несколькими ее единомышленницами. Ассоциация представляла собой группу женщин, которые тайно собирались, чтобы молиться, и помогать скрывающимся священникам (репрессии против последних во Франции продолжались ещё шесть лет). На собраниях ассоциации Анриетта познакомилась с молодым и энергичным священником Пьером Кудреном. Вместе они постепенно расширили свою деятельность, ставшую со временем независимой от первоначальной ассоциации. В 1800 году, то есть уже на излёте гонений на церковь, Кудрен и Эме де ла Шевальри дали обет о создании новой католической конгрегации — Конгрегации Святых Сердец Иисуса и Марии.
В годы гонений и некоторое время после их окончания, то есть, приблизительно с 1797 по 1805, полуподпольная штаб-квартира сторонников Шевальри и Кудрена, по некоторым данным, располагалась в Пуатье. Однако, в 1805 году они перебрались в Париж и приобрели несколько ветхих зданий на улице Пикпю, начав тем самым легальную деятельность новой конгрегации. По названию места расположения новой штаб-квартиры, их последователей начали именовать пикпуцианцами. Папа Римский официально признал новую конгрегацию в 1817 году. 
Анриетта Эме, которую сёстры называли «Доброй Матушкой» (хотя существуют и свидетельства о том, что она держалась с некоторой холодностью и полным сознанием аристократического статуса) вместе с аббатом Кудером ещё долгие годы руководила общиной, основав более 20 её филиалов в разных частях Франции. К 1830-м годам в конгрегации насчитывалось 276 монахов и священников и 1125 монахинь.
Перенеся в 1829 году тяжёлую болезнь, Анриетта отошла от практической деятельности. Она скончалась в Париже в 1834 году. В 1925 году в католической церкви был начат процесс её беатификации, который на епархиальном уровне был завершён в 2008 году; однако, по состоянию на 2022 год, общецерковного прославления Анриетты всё еще не состоялось. Возможно, влияние на длительность процесса беатификации оказало то обстоятельство, что Анриетта являлась убеждённой роялисткой и противницей революции, которую сегодня большинство французов, в том числе и верующих католиков, воспринимают в целом положительно.